# Astragalus erwinii-gaubae
Astragalus erwinii-gaubae es una especie de planta del género Astragalus, de la familia de las leguminosas, orden Fabales.

## Distribución
Astragalus erwinii-gaubae se distribuye por Irán.

## Taxonomía
Fue descrita científicamente por Sirj. & Rech. fil. Fue publicado en Anzeiger der Österreichische Akademie der Wissenschaften, Mathematisch-Naturwissenschatliche Klasse 91: 163 (1954).
Sinonimia
- Astragalus turcomanicus elongatus Bornm.
Astragalus turcomanicus elegans Bornm. & Gauba